# Cleptometopus perakensis
Cleptometopus perakensis là một loài bọ cánh cứng trong họ Cerambycidae.